# Alice Schalek

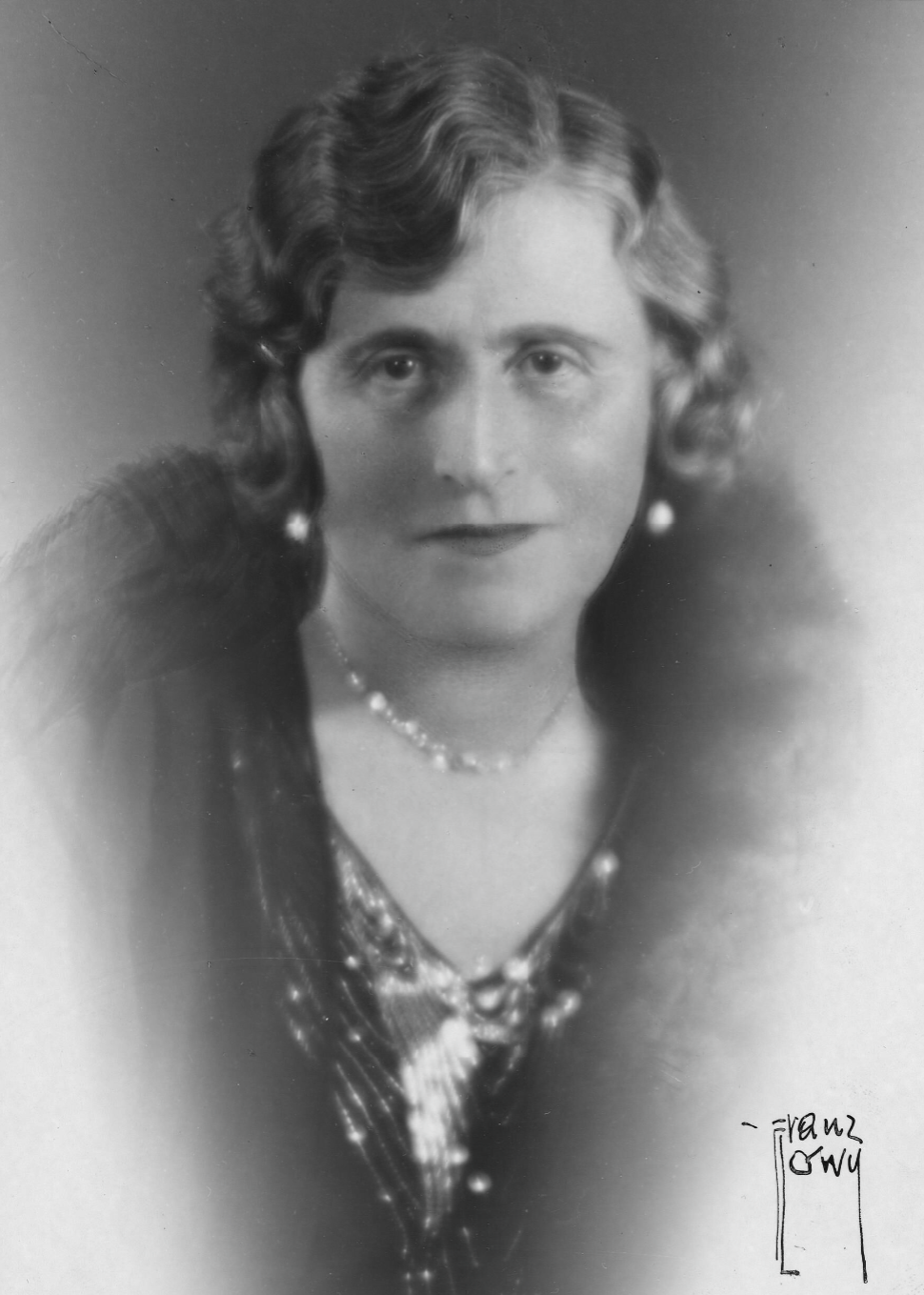
Alice Schalek (bei F. Löwy, c. 1930)

Alice Therese Emma Schalek, Pseudonym Paul Michaely, (* 21. August 1874 in Wien; † 6. November 1956 in New York City) war eine österreichische Journalistin, Fotografin, Autorin, Rednerin und Reisende. Als Journalistin verfasste sie sowohl Reisefeuilletons als auch Kriegsberichte zum Ersten Weltkrieg; sie war dabei die einzige Kriegsberichterstatterin des k.u.k. Kriegspressequartiers.

## Leben und Wirken
Alice Schalek stammte aus einer bürgerlichen jüdischen Familie. Ihr Vater Heinrich Schalek besaß eine „Annoncen-Expedition“, eine Art Werbeagentur. Sie besuchte das Lyzeum des Wiener Frauenerwerbsvereins und lernte mehrere Fremdsprachen. Schon früh interessierte sie sich für andere Länder. 1902 veröffentlichte sie unter dem männlichen Pseudonym Paul Michaely den Roman Wann wird es tagen? 1903 fing sie als Journalistin im Feuilleton der Neuen Freien Presse in Wien an, für die sie insgesamt über 30 Jahre lang tätig sein sollte. Ein Jahr später konvertierte sie zum protestantischen Glauben.
1903 unternahm Alice Schalek ihre erste größere Auslandsreise nach Norwegen und Schweden, 1905 folgten Algerien und Tunesien, 1909 reiste sie unter anderem durch Indien. 1911 folgte eine ausgedehnte Tour durch Ostasien, 1913 eine kleine Weltreise durch zahlreiche Länder. Nach ihrer Rückkehr schrieb Schalek umfangreiche Reiseberichte für die Neue Freie Presse, die später auch in Buchform erschienen. Auf jeder Reise machte sie außerdem zahlreiche Fotos. Die Journalistin hielt auch Vorträge über ihre Reisen, unter anderem bei der Urania in Wien und Berlin. Schalek war zudem Vorstandsmitglied des Vereins der Schriftstellerinnen und Künstlerinnen in Wien und des PEN sowie 1929 Gründungsmitglied des ersten österreichischen Clubs von Soroptimist International Österreichische Union.
1914 gehörte sie zu den Gründern des Schwarz-gelben Kreuzes, einer Wohltätigkeitsorganisation. Auf ihren ausdrücklichen Wunsch wurde sie dann 1915 als Kriegsberichterstatterin zugelassen und beim k.u.k. Kriegspressequartier in Österreich akkreditiert. Sie berichtete über die Kämpfe in den Dolomiten, über den Serbienfeldzug und die Isonzofront. Schalek war auch eine begeisterte Bergsteigerin. Der Kriegseinsatz der Journalistin und ihre begeisterten patriotischen Berichte stießen in der Öffentlichkeit auf ein geteiltes Echo. Karl Kraus gehörte zu den schärfsten Kritikern; er warf ihr „Kriegsverherrlichung“ vor und setzte ihr in seinem Werk Die letzten Tage der Menschheit ein Negativdenkmal. Schaleks Bruder Norbert, ein Oberleutnant, forderte nach dem Aufsatz „Irgendwo an der Adria“ Kraus zum Duell, dieser verwies auf seinen Rechtsanwalt und Alice Schalek erhob daraufhin eine Beleidigungsklage gegen Kraus, die sie 1917 aber zurückzog. Für ihren unbestritten tapferen Kriegseinsatz wurde sie 1917 mit dem Goldenen Verdienstkreuz mit Krone am Band der Tapferkeitsmedaille ausgezeichnet – eine sehr ungewöhnliche Auszeichnung für eine Frau. In diesem Jahr beendete sie auch ihre Tätigkeit als Kriegsreporterin, vermutlich auf Grund des öffentlichen Drucks.
Ab 1923 war Alice Schalek wieder als Reisejournalistin unterwegs. 1930 besuchte sie die USA. Ende der 1920er Jahre sympathisierte sie offen mit dem Kommunismus und rechtfertigte zum Beispiel die Verfolgung der Kulaken unter Stalin in der Sowjetunion. Ihr Buch Der große Tag erschien 1930 in Moskau. Nach dem Anschluss Österreichs wurde sie 1939 von der Gestapo verhaftet mit der Anschuldigung, „Greuelpropaganda“ gegen die nationalsozialistische Regierung zu verbreiten. Mit Hilfe von Beziehungen konnte Schalek ihre Freilassung erreichen und über die Schweiz zunächst nach London fliehen. Von dort emigrierte sie 1940 in die USA. Dort lebte sie zurückgezogen und starb 1956 in einem Pflegeheim in der Nähe von New York.

## Schaffen

#### Themen in Alice Schaleks fiktionalen Texten
Gemeinsam haben die dargestellten Frauen, welche in den frühen Werken Schaleks als Protagonistinnen auftreten, dass sie aus einem bürgerlichen Milieu stammen und sich mit Situationen und Entscheidungen konfrontiert sehen, die ihr weiteres Leben maßgeblich beeinflussen. Themen der Prosawerke sind beispielsweise die allgemeine soziale Situation von Frauen zur damaligen Zeit, ihre intellektuellen Entfaltungsmöglichkeiten (also Bildungs- und Berufsaussichten), die Degradierung zu rein geschlechtlichen Wesen oder auch konventionelle Themenbereiche wie Partnerwahl und Verehelichung. Alice Schalek sprach sich explizit für Frauenrechte aus, besonders im Bereich Bildung und Beruf. Zentral für beinahe alle Texte aus dieser Schaffensphase ist die Feststellung, dass die weiblichen Protagonistinnen daran scheitern, das Leben zu genießen und ihr Glück zu finden. Abseits dieses tristen Tenors gewährt Schalek aber einen Einblick darauf, wie eine bessere Zukunft für Frauen aussehen sollte. Die Emanzipation der bürgerlichen Frau beruht für Schalek nicht vordergründig auf einer sexuellen Befreiung, sondern auf Unabhängigkeit und einer gesellschaftlichen Besserstellung.
Neben dem Themenkomplex rund um Frauen und deren sozialer Situation wird besonders im Roman Wann wird es tagen? auf die Lage des jüdischen Bürgertums eingegangen. Trotz gesellschaftlicher Aufstiegsmöglichkeiten wird das Leben der Juden in Wien aufgrund des herrschenden Antisemitismus als ständiger Kampf um Anerkennung beschrieben. Das führt so weit, dass manche Protagonisten in Schaleks Novellen und Romanen ihre eigene jüdische Identität ablehnen.
Ein weiteres bedeutsames Motiv in sämtlichen Publikationen von Schalek (also auch in ihren journalistischen Veröffentlichungen) stellt die Natur dar. Diese dient zunächst als Kontrast zum eingeengten, zivilisierten Leben. Daneben spielt sie nicht nur als Handlungsraum für die Protagonisten eine entscheidende Rolle, sondern ermöglicht darüber hinaus transzendentale Erlebnisse des Subjekts.

#### Revolutionäre Literatur – Kommunismus
Alice Schalek veröffentlichte erst in den 1930er Jahren weitere fiktionale Texte: das Drama Der große Tag, Durchgefallen und Pudel und Mops und andere Erzählungen für die Kleinen. Alle drei Publikationen beziehen sich explizit auf die Situation in der UdSSR um 1930. Zentrales Thema dieser Veröffentlichungen ist der Klassenkampf im Sinne des damals vorherrschenden Kommunismus bzw. Stalinismus.

### Journalismus

#### Karrierebeginn und Reisefeuilletons in der Neuen Freien Presse
Ihre journalistische Karriere begann 1903 mit Berichten über ihre Auslandsreisen im Feuilleton der Neuen Freien Presse, eine Zeitung für die sie mehr als 30 Jahre lang tätig sein sollte. Daneben setzte sie sich in zahlreichen Novellen und Feuilletons mit dem Bergsteigen auseinander. Sowohl mit diesem Hobby als auch mit ihren Veröffentlichungen darüber zeigte sich Schalek als emanzipierte Frau, war der Alpinismus doch damals ein typisch männliches Tätigkeitsfeld.
Ganz im Gegensatz zu ihren narrativen Werken Anfang des 20. Jahrhunderts, erschienen ihre Feuilletons in der Neuen Freien Presse von Beginn an unter ihrem eigenen Namen. Diese namentliche Kennzeichnung war zur damaligen Zeit ungewöhnlich und gibt Zeugnis über Schaleks Sonderstatus in der Redaktion.

#### Kriegsberichterstattung im Ersten Weltkrieg
Während des Ersten Weltkrieges erschienen zwei Bücher von Alice Schalek, die teils auf den in der Neuen Freien Presse veröffentlichten Feuilletons basierten: Tirol in Waffen (1915), in dem sie von der Tiroler Front zwischen Italien und Österreich berichtete und Am Isonzo. März bis Juli 1916 (1916) über die Vorgänge an der Isonzo- und Dolomitenfront.
In ihren Texten war Schalek stilistisch und inhaltlich von damals vorherrschenden, kriegsbedingten, aber unzeitgemäßen Ausdrucksmitteln und Sprachbildern beeinflusst, wie sie einerseits die Intellektuellen vorgegeben hatten, aber auch die Fotografen und Journalisten. So ist ihren Berichten von der Front eine völlig überkommene Vorstellung vom Krieg zu entnehmen, die Anfang des 20. Jahrhunderts zwar noch sehr verbreitet, aber schon damals völlig unrealistisch war. Neu war hingegen, dass Schalek die Zerstörung der Natur thematisierte.
Schalek schrieb ihre Berichte von der Front aus eigenem Erleben, was sie unmittelbar und spannend machte, aber auch stark subjektiv färbte. Ihr journalistisches Werk aus dieser Zeit verharmloste das Kriegsgeschehen drastisch, ließ es insgesamt folkloristisch und trivial erscheinen. So heißt es in Tirol in Waffen: „Das Ganze ist so grandios organisiert, so großzügig ausgedacht und angelegt und alles andere ist so vollkommen aus diesem Territorium ausgeschaltet, daß der Beschauer die bisherigen Kulturzwecke völlig vergißt und nichts empfindet als eine Art diabolischen Genusses.“
Die Romantisierung der blutigen Kämpfe ist möglicherweise durch Schaleks vorherige Tätigkeit als Reisejournalistin zu erklären, wo sie sich ähnlicher Stilmittel bediente. Positiv hervorzuheben ist, dass Schalek sich in ihren Texten nicht auf Hasstiraden gegen Kriegsgegner beschränkte, was im Ersten Weltkrieg ansonsten durchaus verbreitet war. Daneben war Schaleks Kriegsberichterstattung durch eine „Hygienisierung“ gekennzeichnet. Besonders ihre Fotografien sind hier als Beispiel zu nennen. Abbildungen von Verwundeten und Toten, die sich in ihrem Buch Am Isonzo finden, vermitteln den Eindruck des Todes als „naturgetreue“, notwendige Folge des Krieges – ganz so, als hätte dadurch alles seine natürliche Ordnung.
Während sie sich vor dem Ersten Weltkrieg emanzipatorisch äußerte und durch ihr Vorbild durchaus als frühe Frauenrechtlerin gelten konnte, änderten sich ihre Texte diesbezüglich im Krieg. Männer- und Frauen-Rollen wurden von Schalek nunmehr als sehr gegensätzlich und ungleichwertig dargestellt. Während sie die gesellschaftliche Tätigkeit von Frauen bewusst fast völlig ausblendete, obwohl sie selbst als Kriegsberichterstatterin arbeitete, wurde´der Einsatz der Männer an der Front als durchweg heldenhaft beschrieben. Sowohl vor, als auch nach dem Ersten Weltkrieg war Schalek weit weniger den traditionellen Rollenklischees verhaftet. Allerdings unterlagen ihre journalistischen Arbeiten während des Kriegs naturgemäß einer strengen Zensur.
Ihre Berichte von der Front brachten Schalek vehemente Kritik ein, allerdings auch begeisterte Leser und mehrfache Auszeichnungen. Was heute kaum Beachtung findet, ist die Tatsache, dass sich Schalek gegen Ende des Krieges durchaus kritisch mit dem Geschehen auseinandersetzte.

#### Journalistische Karriere nach dem Ersten Weltkrieg
Soweit bekannt, distanzierte sich Schalek nach Ende des Ersten Weltkrieges nicht von ihren Publikationen als Kriegsberichterstatterin, was im auffälligen Gegensatz zu ihrem journalistischen Selbstverständnis der Nachkriegsjahre steht. Die späten Jahre ihrer journalistischen Laufbahn waren von einem durchaus selbstkritischeren Verhältnis zum eigenen Beruf geprägt. Die Reisefeuilletons aus den Vorkriegsjahren befassten sich zwar bereits mit emanzipatorischen Belangen, waren aber noch stark von ihren subjektiven Empfindungen geprägt. Schaleks Reiseberichte nach dem Ersten Weltkrieg stellten hingegen oft engagierte Auslandsreportagen dar, besonders die Veröffentlichungen der 1930er Jahre. So rückte sie von den überkommenen Geschlechterrollen ab, die sie während des Ersten Weltkriegs zumindest unterschwellig rühmte, und das entschiedene Engagement für Frauenrechte dominierte ihre Arbeit. Zudem setzte sie sich in dieser Schaffensphase mit sozialen und politischen Veränderungen der bereisten Länder auseinander.
Trotz zahlreicher Kritikpunkte stehen Schaleks Verdienste um den modernen Journalismus außer Frage. So wurde sie 1924 als erste Frau in den Wiener Presseclub Concordia aufgenommen. Daraufhin galt sie verschiedentlich als „erste österreichische Journalistin“, was so nicht zutrifft, da sowohl vor als auch zeitgleich mit ihr Frauen für Zeitungen und Zeitschriften tätig waren. Für Schalek persönlich rückte ihr journalistisches Schaffen in den Nachkriegsjahren immer mehr in den Vordergrund.

### Fotografie
Alice Schalek produzierte an die 6.000 Schwarzweißfotografien aus allen Teilen der Welt, welche sie in über dreißig Fotoalben archiviert hatte. Diese Sammlung stellt eine Besonderheit dar, weil sie quasi das erste Drittel des 20. Jahrhunderts verbildlicht – geografisch breit gestreut und dabei von einer hohen zeitlichen Kontinuität.
Schaleks Fotografien sind geprägt von einer Nüchternheit, die ihre schriftlichen Publikationen häufig vermissen ließen. Oft handelt es sich um rasch gemachte Momentaufnahmen. Sie überschritt dabei kaum die Halbtotale und fotografierte immer mit ausreichend Sicherheitsabstand. Zunächst nahm sie die Fotos mit einer Plattenkamera auf, in den 1920er Jahren dürfte sie zusätzlich noch eine kleinere Reisekamera verwendet haben. Inhaltlich setzte Schalek auf Natürlichkeit: Sie griff kaum auf außergewöhnliche Blickpunkte oder komplizierte Inszenierungen zurück. Ausnahmen bilden lediglich repräsentative Gruppenfotos, auf denen die dargestellten Menschen förmlich drapiert wirken.
Auch Alice Schaleks Kriegsfotografie wohnt ein unbeteiligter, neutraler Blick inne, der keine Partei ergreift. Schalek versuchte mit ihren Fotografien eine „Szenerie“ des Krieges zu suggerieren. Thematisch griff sie dabei sowohl die Zerstörung, als auch den Alltag in den Stellungen auf.

## Veröffentlichungen (Auswahl)

### Buchpublikationen
- Wann wird es tagen: Ein Wiener Roman.  2 Bände, Wien, 1902 (Pseudonym Paul Michaely)
- Auf dem Touristendampfer: Novellen. Wien, 1905 (Pseudonym Paul Michaely)
- Das Fräulein: Novellen. Wien, 1905 (Pseudonym Paul Michaely)
- Von Tunis nach Tripolis. Reiseberichte, 1906.
- Schmerzen der Jugend. Roman, Berlin, 1909.
- Indienbummel. Illustriertes Reisewerk, Berlin, 1912.
- Südsee-Erlebnis. Reiseberichte, 1914.
- Tirol in Waffen. Kriegsberichte von der Tiroler Front. München, 1915 – Online bei Sophie
- Am Isonzo. März bis Juli 1916. Illustrierte Kriegsberichte, Wien, 1916.
- In Buddhas Land. Ein Bummel durch Hinterindien. Reiseberichte, Wien, 1922 – Online bei Sophie
- Ein Bummel durch Birma, Java, Siam und Tonking. 1923.
- Japan, das Land des Nebeneinander. Eine Winterreise durch Japan, Korea und die Mandschurei. Illustriertes Reisewerk, Breslau 1925 – Online bei Sophie
- Der Obersteward erzählt. In: Novellen. Band 60, Österr. Verlag (Neue Freie Presse), Wien, 1927.
- An den Höfen der Maharadschas. Orell Füssli Verlag, Zürich-Leipzig, 1929.
- Der große Tag. Moskau, 1930.
- Durchgefallen. Deutscher Staatsverlag, Engels, 1931.
- Pudel und Mops und andere Erzählungen für die Kleinen. Deutscher Staatsverlag, Engels, 1932.

### Aufsätze (Online)
- Brasilianische Reise, s. n., s. l., s. a.
- Geistige Arbeit in Buenos Aires, s. n., s. l., s. a.
- In der Oase. In: Neue Freie Presse, Morgenblatt, Wien, 8. und 9. Februar 1906
- Von Tunis nach Tripolis. (Teil 1). In: Neue Freie Presse, Morgenblatt (Nr. 14909/1906), 24. Februar 1906, S. 1 f. (online bei ANNO).
  - —. (Teil 2 und Schluss). In: Neue Freie Presse, Morgenblatt (Nr. 14911/1906), 26. Februar 1906, S. 1 ff. (online bei ANNO).
- In den Dolomiten. In: Neue Freie Presse, Abendblatt (Nr. 15126/1906), 1. Oktober 1906, S. 1–4. (online bei ANNO).
- Tennis. In: Neue Freie Presse, Morgenblatt, Wien, 13. (false: und 14.) Dezember 1906
- Im heiligen Lande. Mittelmeerreise der „Thalia“. I.. In: Neue Freie Presse, Morgenblatt (Nr. 16064/1909), 12. Mai 1909, S. 1–4. (online bei ANNO).
- Haremsfest. In: Neue Freie Presse, Morgenblatt (Nr. 16066/1909), 14. Mai 1909, S. 1 f. (online bei ANNO).
- Im Buddha-Land. Bilder aus Birma (Teil 1/2). In: Prager Tagblatt, Morgen-Ausgabe, Nr. 123/1914 (XXXIX. Jahrgang), 6. Mai 1914, S. 1–3. (online bei ANNO).
  - Im Buddha-Land. Bilder aus Birma (Teil 2/2). In: Prager Tagblatt, Morgen-Ausgabe, Nr. 133/1914 (XXXIX. Jahrgang), 16. Mai 1914, S. 19 f. (online bei ANNO).
- Südsee-Erlebnis. I. Auf der „Rob Roy“. In: Neue Freie Presse, Morgenblatt (Nr. 17920/1914), 16. Juli 1914, S. 1–5. (online bei ANNO).
  - —. II. Auf dem Korallenriff. In: Neue Freie Presse, Morgenblatt (Nr. 17922/1914), 18. Juli 1914, S. 1–5. (online bei ANNO).
  - —. III. In Pago Pago. In: Neue Freie Presse, Morgenblatt (Nr. 17925/1914), 21. Juli 1914, S. 1–5. (online bei ANNO).
- Wild-West-Karriere. I. Im großen Canon des Collorado. In: Neue Freie Presse, Morgenblatt (Nr. 17948/1914), 13. August 1914, S. 1–4. (online bei ANNO).
- Ein Wort über Japan. In: Neue Freie Presse, Morgenblatt (Nr. 17956/1914), 21. August 1914, S. 1 f. (online bei ANNO).
- Das schwarz-gelbe Kreuz. In: Neue Freie Presse, Morgenblatt (Nr. 17968/1914), 2. September 1914, S. 1 f. (online bei ANNO).
- Kleine Chronik. (…) Österreicher in Neuseeland. In: Neue Freie Presse, Morgenblatt (Nr. 18035/1914), 8. November 1914, S. 18, Mitte links. (online bei ANNO).
- Kriegsbilder aus Tirol. In der Höhe von dreitausend Meter. In: Neue Freie Presse, Morgenblatt (Nr. 18309/1915), 12. August 1915, S. 1 ff. (online bei ANNO).
  - Richtigstellung. In: Neue Freie Presse, Nachmittagblatt (Nr. 18313/1915), 16. August 1915, S. 8, Mitte unten (online bei ANNO).
- An der montenegrinischen Grenze. In: Neue Freie Presse, Morgenblatt (Nr. 18402/1915), 14. November 1915, S. 2 f. (online bei ANNO).
  - —. Von Avtovac nach Stepen. In: Neue Freie Presse, Morgenblatt (Nr. 18428/1915), 11. Dezember 1915, S. 1–4. (online bei ANNO).
  - —. Von Bilek nach Lastva. In: Neue Freie Presse, Morgenblatt (Nr. 18432/1915), 15. Dezember 1915, S. 1–4. (online bei ANNO).
- Bei den U-Boot-Leuten der Adria. In: Neue Warte am Inn, Illustrierte Beilage, Nr. 7/1916, 13. Februar 1916, S. 2 f. (online bei ANNO).
- Bei der Isonzoarmee. (…) Ankunft im Hauptquartier. In: Neue Freie Presse, Morgenblatt (Nr. 18541/1916), 4. April 1916, S. 1 f. (online bei ANNO).
  - —. In Görz. In: Neue Freie Presse, Morgenblatt (Nr. 18544/1916), 7. April 1916, S. 1–4. (online bei ANNO).
  - —. Auf dem Beobachtungsstand. In: Neue Freie Presse, Morgenblatt (Nr. 18549/1916), 12. April 1916, S. 1–4. (online bei ANNO).
  - —. Eine Mondnacht auf dem Monte Sabotino. In: Neue Freie Presse, Morgenblatt (Nr. 18551/1916), 14. April 1916, S. 1–4. (online bei ANNO).
  - —. Das Geheimnis der Podgorà. In: Neue Freie Presse, Morgenblatt (Nr. 18556/1916), 19. April 1916, S. 1 ff. (online bei ANNO).
  - —. Das Geheimnis der Podgora. In: Neue Freie Presse, Morgenblatt (Nr. 18557/1916), 20. April 1916, S. 1 f. (online bei ANNO).
  - —. Von der Front in die Etappe. In: Neue Freie Presse, Morgenblatt (Nr. 18579/1916), 13. Mai 1916, S. 1 f. (online bei ANNO).
  - —. Von der Front in die Etappe. In: Neue Freie Presse, Morgenblatt (Nr. 18583/1916), 17. Mai 1916, S. 1 ff. (online bei ANNO).
  - —. Oslavija, der gestorbene Hügel. In: Neue Freie Presse, Morgenblatt (Nr. 18590/1916), 24. Mai 1916, S. 1–5. (online bei ANNO).
  - —. Von Görz nach Doberdo. In: Neue Freie Presse, Morgenblatt (Nr. 18597/1916), 31. Mai 1916, S. 1–4. (online bei ANNO).
  - —. Die vorderste Linie auf dem Monte San Michele. In: Neue Freie Presse, Morgenblatt (Nr. 18617/1916), 21. Juni 1916, S. 1–5. (online bei ANNO).
  - —. Trommelfeuer auf dem Monte San Michele. In: Neue Freie Presse, Morgenblatt (Nr. 18631/1916), 5. Juli 1916, S. 1–5. (online bei ANNO).
  - —. Die Honveds auf dem Monte San Michele. Standort einer Honveddivision. In: Neue Freie Presse, Morgenblatt (Nr. 18637/1916), 11. Juli 1916, S. 1 ff. (online bei ANNO).
  - —. Nach San Martino del Carso. In: Neue Freie Presse, Morgenblatt (Nr. 18639/1916), 13. Juli 1916, S. 1–4. (online bei ANNO).
  - —. Zum Monte Cosich, dem südlichen Frontpfeiler an der Adria. In: Neue Freie Presse, Morgenblatt (Nr. 18646/1916), 20. Juli 1916, S. 1–4. (online bei ANNO).
  - —. Die Kote von Plava. In: Neue Freie Presse, Morgenblatt (Nr. 18653/1916), 27. Juli 1916, S. 1–4. (online bei ANNO).
  - —. Zagora. In: Neue Freie Presse, Morgenblatt (Nr. 18662/1916), 5. August 1916, S. 1–4. (online bei ANNO).
  - —. Ein Angriff auf die Tolmeiner Brücke. In: Neue Freie Presse, Morgenblatt (Nr. 18667/1916), 10. August 1916, S. 1–4. (online bei ANNO).
  - —. Aufstieg zum Krn. In: Neue Freie Presse, Morgenblatt (Nr. 18676/1916), 19. August 1916, S. 1–4. (online bei ANNO).
  - —. Die Fronten auf dem Krn. In: Neue Freie Presse, Morgenblatt (Nr. 18681/1916), 24. August 1916, S. 1–4. (online bei ANNO).
  - —. Auf den Tolmeiner Brückenkopf, den Mrzli Vrch und Vodil Vrch. In: Neue Freie Presse, Morgenblatt (Nr. 18703/1916), 15. September 1916, S. 1–4. (online bei ANNO).
- Der Vorstoß unserer Truppen auf dem Karstplateau. In: Neue Freie Presse, Abendblatt (Nr. 18961/1917), 6. Juni 1917, S. 1, Mitte oben (online bei ANNO).
- Bilder von der zehnten Isonzoschlacht. Die Kote *. In: Neue Freie Presse, Morgenblatt (Nr. 18967/1917), 12. Juni 1917, S. 1–3. (online bei ANNO).
- Bilder von der zehnten Isonzoschlacht. Die Kote **. In: Neue Freie Presse, Morgenblatt (Nr. 18970/1917), 15. Juni 1917, S. 1–3. (online bei ANNO).
- Die Schlacht von Brzezany (Teil 1/2). In: Neue Freie Presse, Morgenblatt (Nr. 19024/1917), 8. August 1917, S. 1–3. (online bei ANNO).
  - — (Teil 2/2). In: Neue Freie Presse, Morgenblatt (Nr. 19025/1917), 9. August 1917, S. 1–3. (online bei ANNO).
- Das Kino in Japan. In: Schlesische Illustrierte Zeitung (Wochenbeilage), Breslau, 31. Mai 1924
- Die Raxseilbahn. In: Neue Freie Presse, Morgenblatt (Nr. 22176/1926), 11. Juni 1926, S. 1 ff. (online bei ANNO).
- Feuilleton. Das Volk ohne Lieblingsspeise. Englische Tafelsitten in Afrika. In: Neue Freie Presse, Morgenblatt (Nr. 24529/1932), 27. Dezember 1932, S. 1 f. (online bei ANNO).